# جائزة الدولة التقديرية (السعودية)
جائزة الدولة التقديرية جائزة أدبية سعودية أنشأت عام 1983م (1403هـ) باقتراح من الأمير فيصل بن فهد بن عبد العزيز آل سعود الرئيس العام لرعاية الشباب آنذاك. وتمنح كل عام لثلاثة من الأدباء السعوديين الذين أسهموا في إثراء الميادين الدينية والفكرية في السعودية، ويحصل الفائز على ميدالية ذهبية، وبراءة، ومبلغ 100 ألف ريال مدى الحياة. واستمرت الجائزة لعامين فقط 1404هـ و 1405هـ ثم توقفت.

## هدف الجائزة
تهدف جائزة الدولة التقديرية لتكريم الرواد في مجال الفكر والثقافة والأدب والحفاظ على التراث الأدبي واللغوي وتنمية وتشجيع الأدباء على الإجادة والإتقان والإبداع.

## شروط الجائزة
- أن يكون المرشح سعودي الجنسية.
- أن يكون من الأدباء السعوديين الذين أسهموا مساهمة كبيرة في خدمة الثقافة والأدب.
- ألا يقل عمر المرشح لها عن 50 عاماً.

## الفائزون بالجائزة

### الدورة الأولى 1404هـ
1. حمد الجاسر.
2. أحمد السباعي.
3. عبد الله بن خميس.

### الدورة الثانية 1405هـ
1. الأمير عبدالله الفيصل.
2. أحمد عبد الغفور عطار.
3. طاهر عبد الرحمن زمخشري.[4]